# Động cơ điện xoay chiều

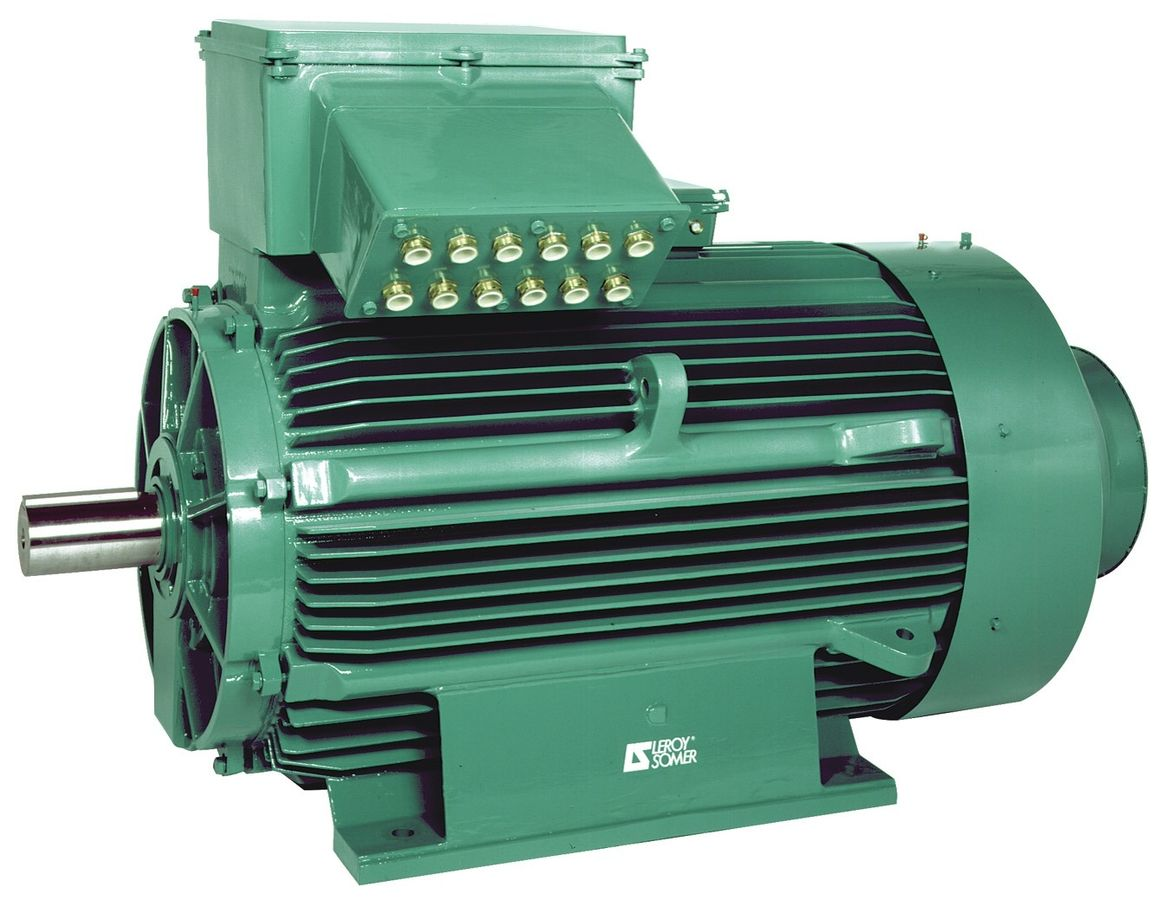
Một loại động cơ AC công nghiệp với hộp thiết bị đầu cuối ở phía trên và đầu ra trục quay ở bên trái. Động cơ như vậy được sử dụng rộng rãi cho máy bơm, máy thổi, băng tải và máy móc công nghiệp khác.

Gồm hai phần cơ bản, một stator bên ngoài có các cuộn dây được cấp dòng xoay chiều để tạo ra từ trường quay và một rô-to bên trong được gắn vào trục đầu ra tạo ra từ trường quay thứ hai. Từ trường rôto có thể được tạo ra bởi các nam châm vĩnh cửu, sự lồi từ trở, hoặc cuộn dây điện DC hoặc AC.
Ít phổ biến hơn, động cơ tuyến tính AC hoạt động trên các nguyên tắc tương tự như động cơ quay nhưng có các bộ phận cố định và chuyển động của chúng được bố trí theo cấu hình đường thẳng, tạo ra chuyển động thẳng thay vì xoay.

## Nguyên lý hoạt động
Hai loại động cơ AC chính là động cơ cảm ứng điện từ và động cơ đồng bộ. Động cơ cảm ứng điện từ (hoặc động cơ không đồng bộ) luôn phụ thuộc vào sự khác biệt nhỏ về tốc độ giữa từ trường quay stator và tốc độ trục rotor được gọi là sự trượt tạo ra dòng điện cảm ứng trong cuộn dây rotor. Kết quả là, động cơ cảm ứng điện từ không thể tạo ra mô-men xoắn bằng với tốc độ đồng bộ khi hiện tượng cảm ứng (hoặc trượt) không liên quan hoặc ngừng tồn tại. Ngược lại, động cơ đồng bộ không phụ thuộc vào cảm ứng điện từ - trượt trong hoạt động và sử dụng nam châm vĩnh cửu, các cực từ lồi hoặc cuộn dây rôto độc lập. Động cơ đồng bộ tạo ra mô-men xoắn danh định bằng chính xác với tốc độ đồng bộ. Hệ thống động cơ đồng bộ nguồn đôi rô-to dây quấn không chổi than có một cuộn dây rôto độc lập được kích thích không phụ thuộc vào nguyên tắc cảm ứng - trượt của dòng điện. Động cơ đồng bộ nguồn đôi rô-to dây quấn không chổi than là động cơ đồng bộ có thể hoạt động bằng chính xác tần số nguồn cấp hay bằng bội số của tần số cung cấp.
Các loại động cơ khác bao gồm động cơ dòng điện xoáy, máy móc chuyển mạch cơ học AC và DC, trong đó tốc độ phụ thuộc vào kết nối cuộn dây và điện áp.

## Lịch sử
Công nghệ dòng điện xoay chiều bắt nguồn từ khám phá của Michael Faraday và Joseph Henry năm 1830–31, cho rằng từ trường biến thiên có thể sinh ra dòng điện trong mạch. Faraday thường được ghi công cho khám phá này do ông công bố những phát hiện của mình đầu tiên.

## Động cơ cảm ứng điện từ

### Sự trượt

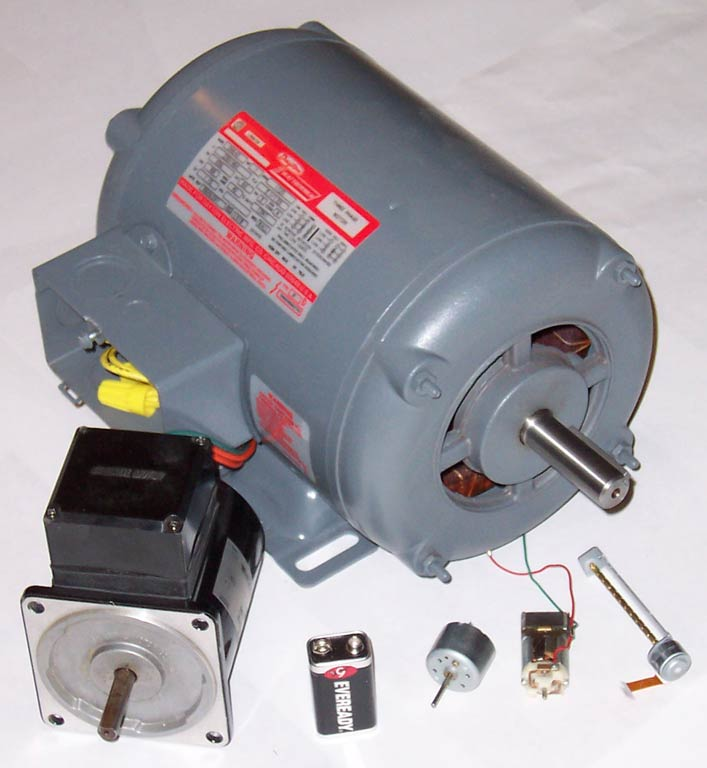
Ảnh một số động cơ điện

Nếu rôto của động cơ lồng sóc được chạy ở tốc độ đồng bộ thực, thì dòng điện trong rôto tại bất kỳ vị trí nào trên rôto sẽ không thay đổi và không có dòng điện nào được tạo ra trong lồng sóc. Vì lý do này, động cơ lồng sóc thông thường chạy chậm hơn vài chục vòng/phút so với tốc độ đồng bộ. Vì trường quay (hoặc trường xung tương đương) có hiệu quả quay nhanh hơn rôto, có thể nói là trượt qua bề mặt rôto. Sự khác biệt giữa tốc độ đồng bộ và tốc độ thực tế được gọi là  'trượt' , và tải động cơ làm tăng lượng trượt khi động cơ chậm lại một chút. Ngay cả khi không có tải trọng, tổn thất cơ học bên trong cũng làm xuất hiện hiện tương trượt.
Tốc độ của động cơ AC được xác định chủ yếu bởi tần số của nguồn cung cấp AC và số cực trong cuộn dây stato, theo quan hệ:
{\displaystyle N_{s}=120F/p}
với
Ns = Tốc độ đồng bộ, tính theo vòng / phút
F = Tần số nguồn AC
p = Số cực trên mỗi cuộn dây pha
RPM thực tế cho động cơ cảm ứng sẽ nhỏ hơn tốc độ đồng bộ được tính toán này bằng một lượng được gọi là  trượt , tăng với mô-men xoắn được tạo ra. Không tải, tốc độ sẽ rất gần với đồng bộ. Khi nạp, động cơ tiêu chuẩn có thể trượt từ 2 đến 3%, động cơ đặc biệt có thể lên tới 7%, và một loại động cơ được gọi là động cơ mômen hoạt động ở mức trượt 100% (0 RPM / chết hoàn toàn).
Độ trượt của động cơ AC được tính bằng::{\displaystyle S=(N_{s}-N_{r})/N_{s}}
với
Nr = Tốc độ quay, theo vòng / phút.
S = Trượt bình thường, 0 to 1.
Ví dụ, một động cơ bốn cực điển hình chạy trên 60 Hz có thể đạt định mức là 1725 vòng/phút ở mức đầy tải, trong khi tốc độ tính toán của nó là 1800 vòng/phút.
Tốc độ của loại động cơ này đã được thay đổi theo truyền thống bằng cách bổ sung các cuộn dây hoặc cực trong động cơ có thể bật và tắt để thay đổi tốc độ từ trường quay. Tuy nhiên, với sự phát triển trong điện tử công suất, tần số của nguồn cung cấp điện bây giờ cũng có thể thay đổi để điều khiển tốc độ động cơ mượt mà hơn.
Loại rotor này là phần cứng cơ bản cho bộ điều khiển cảm ứng, ngoại trừ việc sử dụng từ trường quay làm ứng dụng điện thuần túy (không phải điện cơ).

### Rô-to lồng sóc 3 pha
Xem thêm bài Động cơ điện xoay chiều 3 pha
Hầu hết động cơ AC phổ biến sử dụng rô-to lồng sóc, sẽ được tìm thấy trong hầu như tất cả các động cơ dòng điện xoay chiều gia dụng và công nghiệp nhẹ. Rô-to lồng sóc giống như lồng quay cho thú cưng. Động cơ lấy tên của nó từ hình dạng của rotor "cuộn dây" của nó - có vòng ở hai đầu của rotor, với các thanh kết nối các vòng chạy hết chiều dài của rotor. Nó thường được đúc nhôm hoặc đồng đổ giữa các tấm mỏng của rô-to, và thường chỉ có các vòng ở phần đầu được nhìn thấy. Phần lớn các dòng rotor sẽ chảy qua các thanh chứ không phải là các tấm có trở cao hơn và thường được sơn. Điện áp rất thấp ở dòng rất cao là điển hình trong các thanh và vòng đầu cuối; động cơ hiệu suất cao thường sẽ sử dụng đồng đúc để giảm trở kháng trong rôto.
Trong hoạt động, động cơ rô-to lồng sóc có thể được xem như một máy biến áp với cuộn thứ cấp xoay. Khi rôto không quay đồng bộ với từ trường, các dòng rotor lớn được cảm sinh; các dòng rotor lớn từ hóa rotor và tương tác với các từ trường của stato làm rôto gần như đồng bộ với trường của stato. Một động cơ lồng sóc không tải ở tốc độ không tải định mức sẽ chỉ tiêu thụ năng lượng điện để duy trì tốc độ rotor chống lại ma sát và tổn thất điện trở. Khi tải cơ học tăng thì tải điện cũng vậy - tải điện vốn liên quan đến tải cơ học. Điều này tương tự như một máy biến áp, trong đó tải điện sơ cấp có liên quan đến tải điện thứ cấp.
Đây là lý do tại sao động cơ rô-to lồng sóc có thể khiến đèn trong nhà bị mờ khi khởi động, nhưng không làm mờ đèn khi khởi động khi đai quạt của nó (và do đó tải cơ học) bị loại bỏ. Hơn nữa, một động cơ lồng sóc chết (quá tải hoặc với trục bị kẹt) sẽ tiêu thụ dòng điện chỉ giới hạn bởi điện trở mạch khi nó cố gắng khởi động. Trừ khi một cái gì đó khác giới hạn dòng điện (hoặc cắt nó hoàn toàn), nếu không lớp cách điện cuộn dây sẽ bị đốt nóng và phá hủy.
Hầu như mọi máy giặt, máy rửa chén, quạt độc lập, máy ghi âm, vv đều sử dụng một số biến thể của động cơ ro-to lồng sóc.

### Rô-to dây quấn 3 pha
Một thiết kế thay thế, được gọi là rôto dây quấn, được sử dụng khi cần điều chỉnh tốc độ. Trong trường hợp này, rôto có cùng số cực như stato và cuộn dây được làm bằng dây dẫn, được nối với vành trượt trên trục. Chổi than kết nối các vành trượt với bộ điều khiển như biến trở cho phép thay đổi tốc độ trượt của động cơ. Trong một số ổ đĩa rotor có tốc độ biến thiên công suất cao nhất định, năng lượng tần số trượt được bắt, chỉnh lưu và quay trở lại nguồn điện thông qua một biến tần. Với công suất điều khiển hai chiều, rôto dây quấn trở thành một người tham gia tích cực trong quá trình chuyển đổi năng lượng, với cấu hình nguồn đôi cho rô-to dây quấn giúp nhân đôi mật độ công suất.
So với rôto lồng sóc, động cơ rotor dây quấn rất tốn kém và yêu cầu bảo dưỡng các vành trượt và chổi quét, nhưng chúng là dạng chuẩn để điều khiển tốc độ thay đổi trước khi các thiết bị điện tử nhỏ gọn ra đời. Với biến tần đổi điện với điều khiển tần số thay đổi được bây giờ có thể được sử dụng để kiểm soát tốc độ nên động cơ rô-to dây quấn đang trở nên ít phổ biến hơn.
Có vài phương pháp khởi động động cơ ba pha. Khi có thể khởi động với mômen khởi động lớn và dòng khởi động cao, động cơ có thể được khởi động trên đường dây, bằng cách áp dụng đường dây điện áp đầy đủ cho các thiết bị đầu cuối (trực tiếp, DOL). Trường hợp cần giới hạn dòng kích từ khởi động (như khi động cơ lớn hơn so với công suất ngắn mạch của nguồn cung cấp), động cơ được khởi động ở chế độ giảm áp sử dụng các cuộn cảm mắc nối tiếp, biến áp tự ngẫu, thyristor hoặc các thiết bị khác. Một kỹ thuật đôi khi được sử dụng là khởi động sao - tam giác (YΔ), nơi các cuộn dây động cơ ban đầu được kết nối trong cấu hình sao để tăng tốc tải, sau đó chuyển sang cấu hình tam giác khi tải đạt tốc độ. Kỹ thuật này phổ biến hơn ở châu Âu so với ở Bắc Mỹ. Điều khiển bằng tranzitor có thể trực tiếp thay đổi điện áp khi cần đặc tính khởi động của động cơ và tải.
Đây là loại động cơ đang trở nên phổ biến hơn trong các ứng dụng kéo như đầu máy kéo, nơi nó được gọi là động cơ đầu kéo không đồng bộ.

### Mô-tơ servo 2 pha
Một động cơ servo AC hai pha điển hình có một rô-to lồng sóc và một trường bao gồm hai cuộn dây:
1. một cuộn chính (AC) điện áp không đổi.
2. một cuộn dây điều khiển điện áp (AC) theo phương vuông góc (nghĩa là lệch pha 90 độ) với cuộn chính để tạo ra từ trường quay. Đảo ngược pha làm cho động cơ đảo chiều.

Bộ khuếch đại servo AC, bộ khuếch đại công suất tuyến tính, cấp nguồn cho cuộn dây điều khiển.
Điện trở của rôto được thực hiện một cách có chủ ý để đường cong mô-men xoắn - tốc độ là khá tuyến tính. Động cơ servo hai pha vốn là các thiết bị có tốc độ cao, mô-men xoắn thấp, được giảm tốc rất lớn để tăng tải trọng.

### Động cơ điện xoay chiều 1 pha
Xem thêm bài Động cơ điện xoay chiều 1 pha
Động cơ một pha không có từ trường quay độc đáo như động cơ nhiều pha. Trường đảo dấu (đảo ngược cực) giữa các cặp cực có thể được xem như hai trường quay theo hướng ngược nhau. Cho nên cần phải có từ trường thứ cấp làm rôto di chuyển theo một hướng nhất định. Sau khi khởi động, trường stator đảo dấu sẽ quay tương đối so với rôto. Một số phương pháp thường được sử dụng là:

#### Động cơ cực xẻ rãnh
Động cơ có cực xẻ rãnh là một loại động cơ một pha phổ biến. Nó được sử dụng trong các thiết bị yêu cầu mô-men xoắn khởi động thấp, chẳng hạn như quạt điện, máy bơm nhỏ hoặc các thiết bị gia dụng nhỏ. Trong động cơ này, "cuộn xẻ rãnh" bằng đồng vòng đơn tạo ra từ trường chuyển động. Một phần của mỗi cực được bao quanh bởi một cuộn dây hoặc vòng bằng đồng; dòng điện cảm ứng trong vòng chống lại sự thay đổi thông lượng qua cuộn dây. Điều này gây ra một khoảng thời gian trễ trong thông lượng đi qua các cuộn xẻ rãnh, do đó cường độ trường tối đa di chuyển cao hơn trên mặt cực trên mỗi chu kỳ. Điều này tạo ra từ trường quay ở mức độ thấp nhưng đủ lớn để quay cả rotor và tải trọng của nó. Khi rôto tăng tốc độ, mô-men xoắn tích lũy đến mức đầy đủ của nó khi từ trường chính xoay vòng tương ứng với rôto quay.

#### Động cơ tách pha
Một động cơ AC một pha phổ biến khác là động cơ cảm ứng tách pha , thường được sử dụng trong các thiết bị chính như máy điều hòa không khí và máy sấy quần áo. So với động cơ cực xẻ rãnh, những động cơ này có mô-men khởi động lớn hơn nhiều.
Động cơ một pha có một cuộn khởi động thứ cấp lệch pha 90 độ cho cuộn chính, luôn luôn nằm giữa các cực của cuộn dây chính và được kết nối với cuộn dây chính bằng một bộ tiếp điểm điện. Các cuộn dây của cuộn dây này được quấn với ít vòng quay và dây quấn cũng nhỏ hơn cuộn chính, vì vậy nó có điện cảm thấp hơn và trở kháng cao hơn. Vị trí của cuộn dây tạo ra một sự dịch chuyển pha nhỏ giữa thông lượng của cuộn dây chính và thông lượng của cuộn khởi đong, làm rôto quay. Khi tốc độ của động cơ đủ để vượt qua quán tính của tải, các tiếp điểm được mở tự động bằng công tắc ly tâm hoặc rơle điện. Hướng xoay được xác định bởi kết nối giữa cuộn dây chính và mạch khởi động. Trong các ứng dụng mà động cơ yêu cầu quay cố định, một đầu của mạch khởi động được kết nối vĩnh viễn với cuộn dây chính, với các tiếp điểm tạo kết nối ở đầu kia.

#### Động cơ khởi động bằng tụ điện
Động cơ khởi động bằng tụ điện là động cơ cảm ứng tách pha với tụ điện khởi động được mắc nối tiếp với cuộn khởi động, tạo ra mạch LC tạo ra sự lệch pha lớn hơn (và do đó, mô men khởi động lớn hơn nhiều) so với động cơ tách pha và động cơ cực xẻ rãnh.

#### Động cơ khởi động bằng điện trở
Động cơ khởi động trở kháng là động cơ cảm ứng tách pha có mạch khởi động được mắc nối tiếp với cuộn khởi động, tạo ra điện kháng. Mạch khởi động hỗ trợ việc khởi động và hướng quay ban đầu. Cuộn khởi động quấn bằng dây nhỏ và có ít vòng hơn nên có trở cao hơn và ít cảm ứng điện từ hơn. Cuộn chính được làm bằng dây lớn hơn với số vòng quấn lớn hơn khiến nó trở nên ít điện trở và cảm ứng hơn.

#### Động cơ tụ tách vĩnh cửu (Động cơ PSC)
Một dạng khác là động cơ tụ tách vĩnh cửu (PSC). Còn được gọi là động cơ chạy bằng tụ điện, loại động cơ này sử dụng tụ điện không phân cực với điện áp làm việc cao để tạo ra sự lệch pha giữa cuộn khởi động và cuộn chạy. Động cơ PSC là loại động cơ dùng chủ yếu ở châu Âu và nhiều nơi thế giới, nhưng ở Bắc Mỹ, chúng thường được sử dụng trong các ứng dụng có mô-men xoắn thay đổi (như quạt gió, quạt và máy bơm) và các trường hợp đòi hỏi thay đổi tốc độ.
Một tụ điện có điện dung tương đối thấp và điện áp làm việc tương đối cao, được mắc nối tiếp với cuộn khởi động và duy trì trong mạch trong toàn bộ chu kỳ hoạt động. Giống như các động cơ lệch pha khác, cuộn chính sử dụng cuộn khởi động nhỏ hơn và chiều xoay được thay đổi bằng cách đảo chiều kết nối giữa cuộn chính và mạch khởi động, hoặc bằng cách thay đổi chiều phân cực cuộn chính trong khi cuộn khởi động luôn được kết nối với một tụ điện. Tuy nhiên, có những khác biệt đáng kể; việc sử dụng công tắc ly tâm nhạy tốc độ yêu cầu các động cơ lệch pha khác phải hoạt động gần như là ở tốc độ tối đa. Động cơ PSC có thể hoạt động trong phạm vi tốc độ rộng, thấp hơn nhiều so với tốc độ điện của động cơ. Ngoài ra, đối với các ứng dụng như dụng cụ mở cửa tự động yêu cầu động cơ đảo chiều thường xuyên, việc sử dụng cơ cấu yêu cầu động cơ phải chậm lại gần như dừng lại trước khi kết nối với cuộn khởi động được thiết lập lại. Kết nối 'vĩnh viễn' với tụ điện trong động cơ PSC có nghĩa là việc thay đổi chiều quay là tức thời.
Động cơ ba pha có thể được chuyển đổi thành động cơ PSC bằng cách tạo hai cuộn dây thông thường và kết nối thứ ba thông qua một tụ điện để hoạt động như một cuộn dây khởi động. Tuy nhiên, định mức công suất cần phải lớn hơn ít nhất 50% so với động cơ một pha có thể so sánh do một cuộn dây không sử dụng.

## Các loại động cơ AC khác